# Alum Creek
Alum Creek è una comunità non incorporata degli Stati Uniti d'America, situata nella contea di Bastrop dello Stato del Texas. Secondo il censimento effettuato nel 2000 abitavano nella comunità 70 persone.

## Geografia
La comunità è situata a 30°04′04″N 97°13′03″W, circa quattro miglia a sud-est di Bastrop, nella parte centrale della contea. Alum Creek è inoltre attraversata dalla Highway 71.

## Istruzione
Gli studenti della località frequentano il Smithville Independent School District a causa della bassa densità di popolazione, che non permette la costruzione di un istituto scolastico indipendente.